# Садулла Сади-эфенди
Садулла́ Сади-эфе́нди (тур. Sadullah Sadi Efendi; ум. 21 февраля 1539, Стамбул) — шейх-уль-ислам Османской империи в правление султана Сулеймана I.

## Биография
Садулла Сади-эфенди родился в Кастамону; он был сыном Исы-челеби. В молодые годы вместе с отцом приехал в Стамбул, где его отец служил имамом в мечети Мурада-паши. Получив образование под руководством отца и других учёных, Садулла Сади-эфенди поступил на службу к Мевлану Мухиддину Мехмеду Самсуну в должности мулазима.
Садулла Сади-эфенди преподавал в медресе Стамбула, Эдирне и Бурсы и в 1524 году был назначен кадием Стамбула. Сади-эфенди служил кадием Стамбула в течение десяти лет и принимал участие во многих делах. Сади-эфенди участвовал в суде над Моллой Кабызом, процесс над которым стал социальной и религиозной проблемой во время его пребывания на посту кадия Стамбула. В 1533 году Сади-эфенди был уволен с должности кадия и стал преподавать в медресе Сахн-и Семан с зарплатой 100 акче в день.
17 апреля 1534 года после смерти шейх-уль-ислама Кемаля-паши-заде Шемсеттина Садулла Сади-эфенди был назначен на эту должность. Садулла Сади-эфенди издавал фетвы, которые благодаря его высоким знаниям, были достаточно подробными. Он был образованным человеком, имел богатую библиотеку, обладал хорошей памятью и глубоким знанием истории и различных наук, а также писал стихи.
Садулла Сади-эфенди скончался 21 февраля 1539 года, похоронен в районе Эюп на местном кладбище.

## Работы
- Ḥâşiyeʿalâ Tefsîri’l-Beyżâvî (el-Fevâʾidü’l-behiyye)
- Fetâvâ-yı Sa‘diyye (Mecmûa-i Fetâvâ)
- Manẓûme fi’l-fıḳh, Ḥâşiye ʿale’l-İnâye fî Şerḥi’l-Hidâye
- Ḥâşiye ʿale’l-Ḳāmûs li-Fîrûzâbâdî
- Resâʾil Taʿlîḳāt-ı Muḫtelife